# 范里
范里（1933年10月10日—），浙江杭州人，中华民国空军将领。

## 生平
空軍軍官學校第35期畢業，之后留学美国接受飞行训练。抵达台湾后，出任空军副参谋长、空军总部作战署长。林贤顺事件后，调任空军作战副司令。之后升任空军作战司令、空军副总司令，晋升为空军中将。